# Engelhaie
Die Engelhaie (Squatina), auch Meerengel genannt, bilden die einzige Gattung der Familie der Engelhaie (Squatinidae), die ihrerseits die einzige Familie innerhalb der Ordnung der Engelhaie (Squatiniformes) ist. Die Gattung besteht aus über 25 bekannten Arten. Sie leben weltweit auf dem Kontinentalschelf in bis zu 1300 m Wassertiefe.

## Merkmale
Durch den stark abgeflachten Rumpf und die großen Brustflossen sehen Engelhaie den Rochen ähnlicher als den Haien, unterscheiden sich aber dadurch von den Rochen, dass ihre Brustflossen deutlich vom Rumpf abgesetzt sind, während sie bei den meisten Rochen ansatzlos in den Körper übergehen. Unterschiedlich sind auch die Bezahnung, die Schädelstruktur und die Kieferaufhängung.
Engelhaie haben zwei dornenlose Rückenflossen. Wie die Dornhaiartigen (Squaliformes) und die Sägehaie (Pristiophoriformes) besitzen sie keine Afterflosse. Alle Arten habe eine hypocerke Schwanzflosse, deren unterer Lobus deutlich größer als der obere ist. Die Augen liegen auf der Kopfoberseite, das Maul ist endständig, die äußeren Nasenöffnungen sind mit kurzen Barteln versehen. Die Spritzlöcher sind groß, die Anzahl der seitlich unten liegenden Kiemenöffnungen beträgt fünf.
Engelhaie werden nicht sehr groß, lediglich der Japanische Engelhai (Squatina japonica) kann rund zwei Meter lang werden, die meisten Arten erreichen eine Länge von einem bis zu eineinhalb Metern. Der rund um Taiwan beheimatete Squatina tergocellatoides wird nur etwas mehr als sechzig Zentimeter lang.

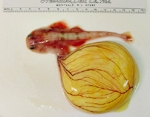
Embryo des Atlantischen Engelhais (Squatina dumeril)

## Lebensweise
Engelhaie leben in der Regel in Bodennähe, wo sie sich häufig auf den Grund legen oder in den Sand eingraben und auf ihre Beute – Weichtiere, kleine Fische und Krebstiere – warten.
Alle Engelhaie sind ovovivipar – die Eier werden im Muttertier ausgebrütet, bevor die Jungtiere lebend geboren werden.

## Arten

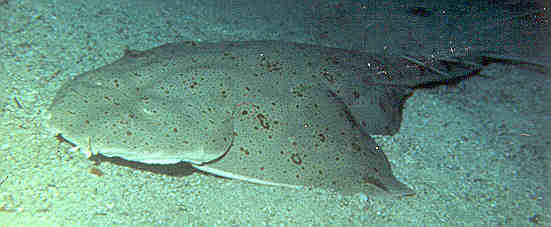
Pazifischer Engelhai (Squatina californica)

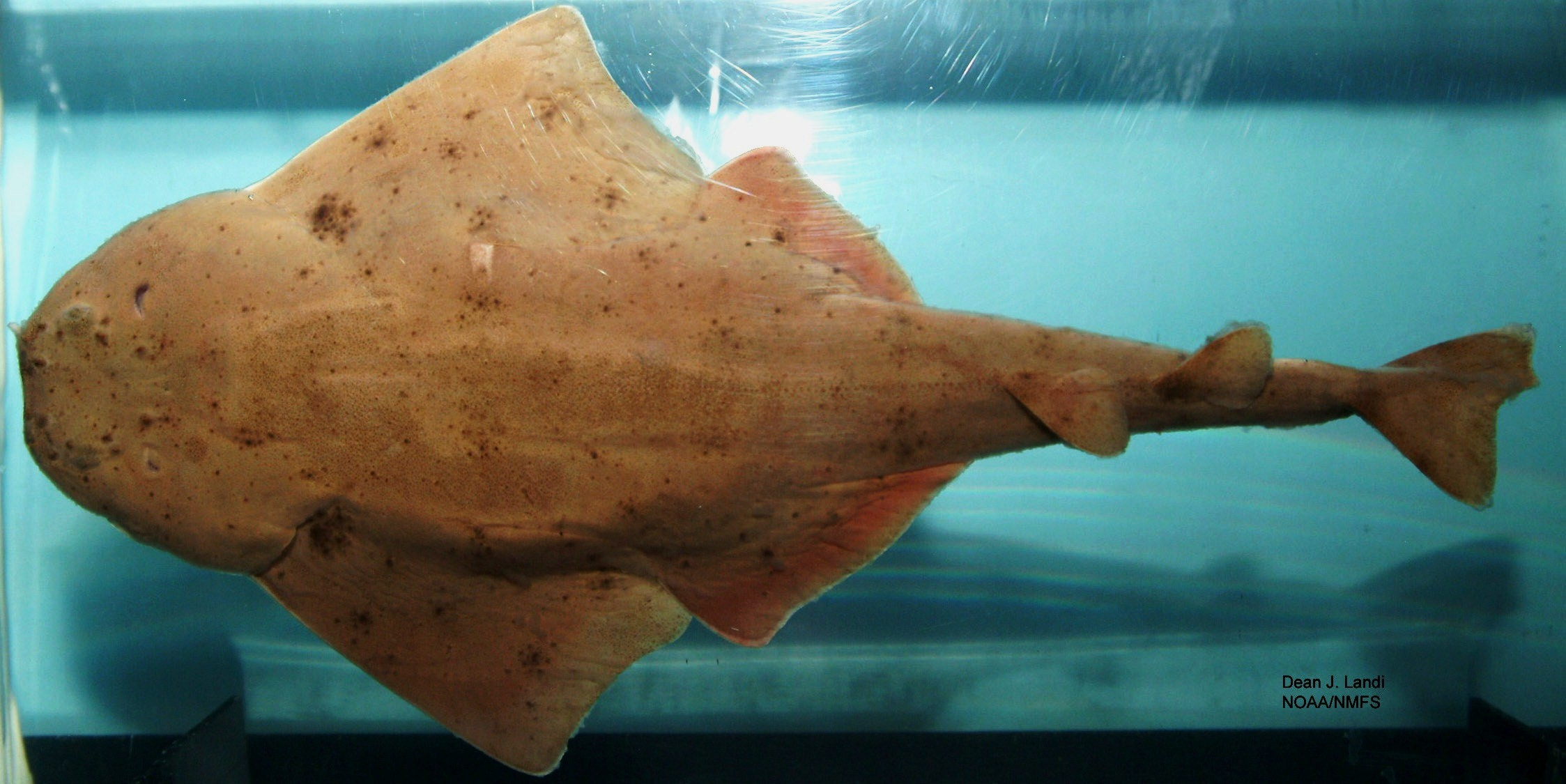
Atlantischer Engelhai (Squatina dumeril)

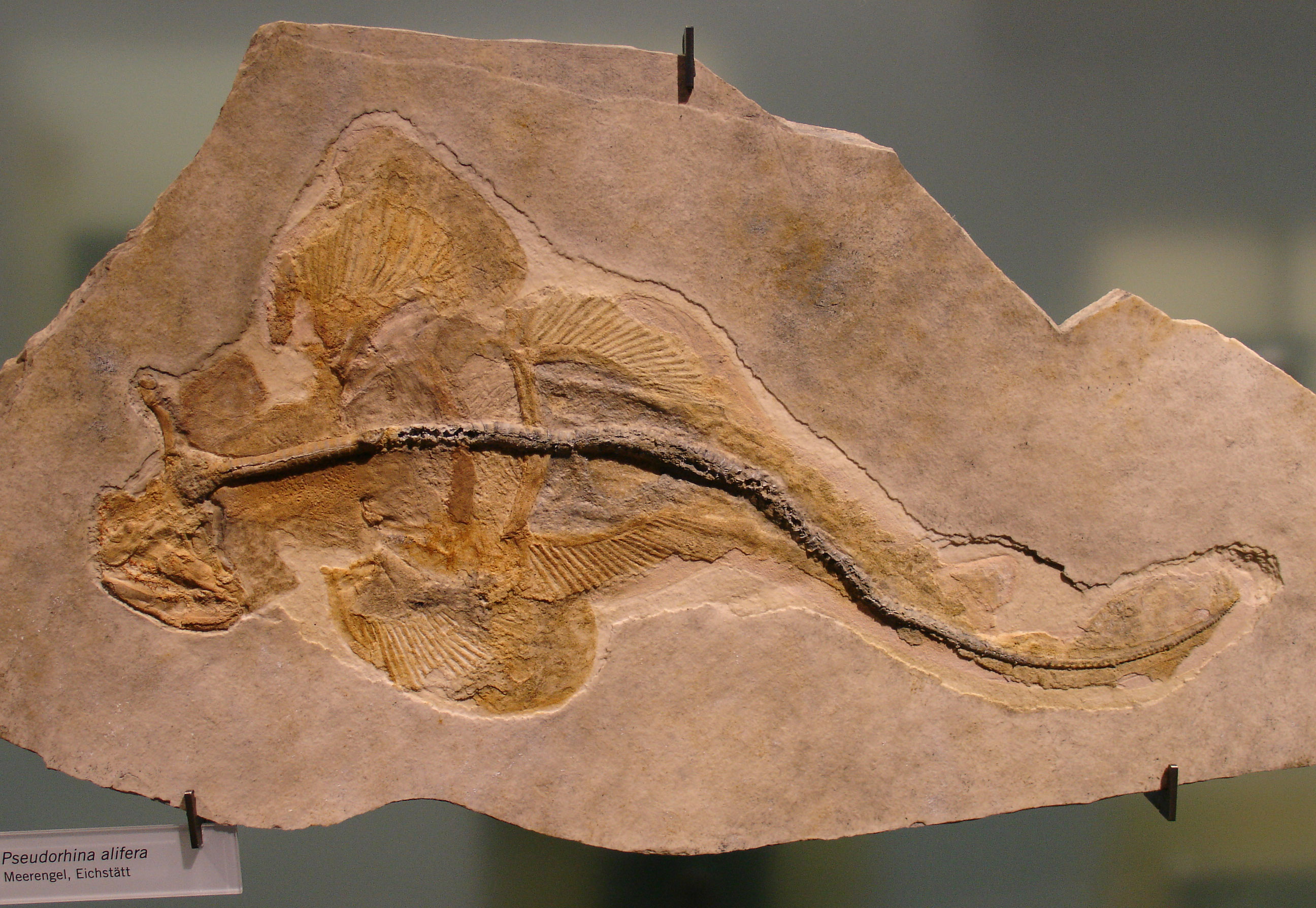
Pseudorhina alifera

- Sägerücken-Engelhai (Squatina aculeata  Cuvier, 1829)
- Afrikanischer Engelhai (Squatina africana  Regan, 1908)
- Östlicher Engelhai (Squatina albipunctata  Last & White, 2008)[1]
- Argentinischer Engelhai (Squatina argentina  (Marini, 1930))
- Dornrücken-Engelhai (Squatina armata  (Philippi, 1887))
- Australischer Engelhai (Squatina australis  Regan, 1906)
- Squatina caillieti  Walsh, Ebert & Compagno 2011[2]
- Pazifischer Engelhai (Squatina californica  Ayres, 1859)
- Squatina david  Acero P. et al., 2016
- Atlantischer Engelhai (Squatina dumeril  Lesueur, 1818)
- Taiwanischer Engelhai (Squatina formosa  Shen & Ting, 1972)
- Guggenheim-Engelhai (Squatina guggenheim  Marini, 1936)
- Squatina heteroptera  Castro-Aguirre, Pérez & Campos, 2006[3]
- Japanischer Engelhai (Squatina japonica  Bleeker, 1858)
- Leas Engelhai (Squatina leae Weigmann et al., 2023)[4]
- Indonesischer Engelhai (Squatina legnota  Last & White, 2008)[1]
- Squatina mapama Long, Ebert, Tavera, Acero P. & Robertson, 2021[5]
- Mexikanischer Engelhai (Squatina mexicana  Castro-Aguirre, Pérez & Campos, 2006)[3]
- Getrübter Engelhai (Squatina nebulosa  Regan, 1906)
- Squatina occulta  Vooren & da Silva, 1992
- Glatter Engelhai (Squatina oculata  Bonaparte, 1840)
- Westlicher Engelhai (Squatina pseudocellata  Last & White, 2008)[1]
- Gepunkteter Engelhai (Squatina punctata  Marini, 1936)
- Gemeiner Engelhai oder Meerengel (Squatina squatina  (Linnaeus, 1758))
- Ornaten-Engelhai (Squatina tergocellata  McCulloch, 1914)
- Squatina tergocellatoides  Chen, 1963
- Squatina varii Vaz & Carvalho, 2018[6]

Der ursprünglich als eigene Art aufgefasste Versteckte Engelhai (Squatina occulta) wird heute als Synonym des Guggenheim-Engelhai aufgefasst.

## Stammesgeschichte
Zur Familie Squatinidae wird auch die ausgestorbene Gattung Pseudorhina aus dem Oberjura gezählt.

## Gefährdung
Bei vielen Arten sind Wachstums- und Vermehrungsrate relativ klein, sodass durch Bestandsverluste als Beifang einige Arten wie der Meerengel (Squatina squatina) mittlerweile als vom Aussterben bedroht gelten. Die Weltnaturschutzunion IUCN führt sämtliche Arten der Gattung Squatina in der Roten Liste gefährdeter Arten. Sie beurteilt drei Arten als vom Aussterben bedroht (Critically Endangered); acht Arten werden als stark gefährdet (Endangered) gesehen; weitere vier Arten sind als gefährdet (Vulnerable) gelistet und eine Art gilt als gering gefährdet (Near Threatened). Die restlichen Arten werden entweder als nicht gefährdet (Least Concern) beschrieben oder bleiben wegen unzureichender Daten (Data Deficient) unbewertet.